# 화봉산성
화봉산성(華峰山城)은 세종특별자치시 부강면 노호리 일원에 있는 산성이다. 2014년 9월 30일 세종특별자치시의 향토문화유산 제58호로 지정되었다.

## 개요
화봉산성(華峰山城)은 세종특별자치시 부강면 노호리 화봉산(해발 252m)의 정상부에 돌과 흙을 쌓아 만든 성이다.
화봉산성이 자리하고 있는 화봉산 정상에서 북쪽으로 약 1.4km 떨어진 곳에 노고봉산성과 애기바위산성(老姑峰山城과 애기바위山城, 세종특별자치시 향토문화유산 제59호)이 위치한 노고봉(해발 305m)이 있으며, 약 2km 북서쪽에는 성산성(城山城, 세종특별자치시 향토문화유산 제54호)이 있다.
화봉산성은 화봉산의 정상부와 남쪽 계곡을 포함한 산성(包谷式)으로 북쪽이 높고 남쪽이 낮은 지형을 따라 만듦으로써 산성의 북쪽은 좁고 남쪽은 넓게 퍼지는 형태이다. 성벽의 전체 둘레는 약 950m이며, 북쪽과 동쪽, 서쪽 성벽은 안과 밖을 모두 흙으로 쌓았고 남쪽 성벽은 돌로 쌓은 부분이 일부 남아있다.
화봉산성의 내부 남쪽에는 묘고사(妙高寺)라는 절이 있던 자리가 있는데 이 부근에서 8~10세기경에 만들어진 것으로 보이는 토기의 부분들이 수습(收拾)되고 있어 성을 쌓고 사용하던 시기를 짐작하게 한다.